# Anilcéia Machado
Anilcéia Luzia Machado (Itapaci, 13 de setembro de 1959), é uma contadora e política brasileira. É a atual presidente do Tribunal de Contas do Distrito Federal, cargo que exerce desde 2017. Anteriormente, integrou a Câmara Legislativa do Distrito Federal de 1999 a 2006, durante a terceira e a quarta legislaturas.

## Biografia
É graduada em ciências econômicas. Foi administradora regional de Sobradinho e, na eleição de 1998, foi eleita deputada distrital com 6.650 votos. No pleito seguinte, reelegeu-se para a Câmara Legislativa, com 11.927 votos. Disputou ambas as eleições pelo Partido da Social Democracia Brasileira (PSDB).
Foi empossada na corte de contas em 22 de fevereiro de 2006. Logo depois, um desembargador decidiu, em liminar, impedi-la de exercer o cargo, julgando que a indicação não havia cumprido com as regras de provimento. No mesmo ano, o conselho Especial do Tribunal de Justiça do Distrito Federal e Territórios derrubou a decisão liminar, por maioria, e Machado pôde permanecer no cargo.
Em 2010, o ministro Luiz Fux, do Superior Tribunal de Justiça, determinou que Machado se afastasse da corte de contas, julgando procedente a alegação de que sua nomeação para o cargo teria vícios de origem. Após recorrer, Primeira Turma do STJ manteve-a no cargo, em decisão unânime.
Em 2006, Machado elegeu-se, por unanimidade, como presidente do Tribunal de Contas. Foi empossada em 1º de janeiro de 2017 e, em dezembro de 2018, foi reconduzida ao cargo para um novo biênio.